# Julio Morales
Julio Morales (Montevideo, 16 febbraio 1945 – Montevideo, 14 febbraio 2022) è stato un calciatore uruguaiano, di ruolo attaccante.

## Palmarès

### Club

#### Competizioni nazionali
- Campionato uruguaiano: 6

Nacional: 1966, 1969, 1970, 1971, 1972, 1980
- Liguilla Pre-Libertadores de América: 1

Nacional: 1982
- Campionato austriaco: 2

Austria Vienna: 1975-1976, 1977-1978
- Coppa d'Austria: 2

Austria Vienna: 1973-1974, 1976-1977

#### Competizioni internazionali
- Coppa Libertadores: 2

Nacional: 1971, 1980
- Coppa Intercontinentale: 2

Nacional: 1971, 1980
- Coppa Interamericana: 1

Nacional: 1971